# Flat tuvrandkaktus
Flat tuvrandkaktus (Copiapoa cinerascens) är en art inom randkaktussläktet och familjen kaktusväxter, som har sin naturliga utbredning i Chile.

## Beskrivning
Flat tuvrandkaktus är en tillplattat klotformad grågrön kaktus som blir 6 till 15 centimeter i diameter, och har en kraftig rot som har en smal rothals. Själva plantan är uppdelad i 12 till 20 rundade åsar som är uppdelade i vårtor. På vårtorna sitter 1 till 4, raka eller lätt böjda, centraltaggar som blir 1 till 2 centimeter långa. Runt dessa sitter 7 till 10 raka radiärtaggar som blir 0,5 till 1,5 centimeter långa. Blommorna blir 2,7 till 5,5 centimeter i diameter. Frukten är rödaktig och 10 till 15 millimeter i diameter.

## Synonymer
Echinocactus cinerascens Salm-Dyck 1845
Echinocactus copiapensis Pfeiff. 1847
Copiapoa applanata Backeb. 1959